# Tietoevry
Tietoevry (officiellement TietoEnator jusqu'au 30 avril 2009) est une entreprise suédo-finlandaise essentiellement active dans le secteur des technologies de l'information et de la communication. Elle est basée à Helsinki, et compte près de 18 000 employés dans 27 pays. 

## Historique

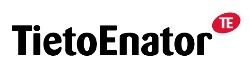
Le logo de TietoEnator avant décembre 2008

TietoEnator est née en juillet 1999 de la fusion de 2 entités spécialisées dans les prestations informatiques : Tieto, société finlandaise créée en 1968 et le groupe Enator, d’origine suédoise créé en 1995. 
Quelques mois après la fusion, en mai 2000, TietoEnator commence ainsi à acquérir des entreprises, principalement en Europe, dans les secteurs divers tels que la santé, la banque, la forêt, les télécoms, etc.
Le 1er décembre 2008, TietoEnator a annoncé qu'elle utiliserait dorénavant dans sa communication le nom de Tieto, avant de changer officiellement de nom au début de l'année 2009.
En juin 2019, Tieto annonce l'acquisition d'Evry, une entreprise norvégienne pour 1,5 milliard de dollars.
En janvier 2024, une cyberattaque par rançongiciel a touché un centre de données cloud de la société. Les données de plusieurs centaines de clients son touchées. La Suède soupçonne les hackers du groupe Akira, un groupe qui aurait des liens avec la Russie.

## Activité
Tietoevry est aujourd’hui présente: Allemagne, Autriche, Belgique, Canada, Chine, République tchèque, Danemark, Estonie, Finlande, France, Inde, Indonésie, Italie, Lettonie, Lituanie, Malaisie, Pays-Bas, Norvège, Pologne, Portugal, Russie, Singapour, Slovaquie, Suède, Ukraine, Grande-Bretagne et États-Unis.
Fin 2010, Tieto emploie près de 17 757 salariés

## Répartition du chiffre d’affaires
| Secteur             | Proportion du chiffre d’affaires |
| ------------------- | -------------------------------- |
| Télécoms et médias  | 31 %                             |
| Secteur public      | 18 %                             |
| Banque et assurance | 23 %                             |
| Distribution        | 5 %                              |
| Industrie           | 5 %                              |
| Énergie             | 5 %                              |
| Forêts              | 5 %                              |
| Autres              | 8 %                              |

## Données financières
| Années                  | 2006    | 2005    | 2004    | 2003    | 2002    |
| ----------------------- | ------- | ------- | ------- | ------- | ------- |
| Chiffre d'affaires      | 1 646,5 | 1 570,4 | 1 525,1 | 1 374,3 | 1 271,1 |
| Résultat d’exploitation | 127,7   | 169,1   | 162,7   | 102,7   | 99,8    |
| Marge                   | 7,8     | 10,8    | 10,7    | 7,5     | 7,9     |

## Actionnaires
Au 29 février 2020, les plus grands actionnaires de TietoEVRY sont:
| #  | Actionnaire             | Actions    | %     |
| -- | ----------------------- | ---------- | ----- |
| 1  | Solidium                | 11 857 918 | 10,01 |
| 2  | Cevian capital (en)     | 11 004 295 | 9,29  |
| 3  | Ilmarinen oy            | 2 459 895  | 2,08  |
| 4  | Elo                     | 1 670 815  | 1,41  |
| 5  | Fonds Nordea            | 862 078    | 0,73  |
| 6  | Valtion Eläkerahasto    | 723 000    | 0,61  |
| 7  | SLS                     | 636 345    | 0,54  |
| 8  | Fondation d'Åbo Akademi | 597 536    | 0,50  |
| 9  | OP-Suomi Pienyhtiöt     | 525 266    | 0,44  |
| 10 | Danske invest           | 439 017    | 0,37  |
|    | Total [1-50]            | 36 361 606 | 30,70 |